# Тайна (Газімуро-Заводський район)
Та́йна (рос. Тайна) — село у складі Газімуро-Заводського району Забайкальського краю, Росія. Входить до складу Газімуро-Заводського сільського поселення.

## Населення
Населення — 576 осіб (2010; 602 у 2002).
Національний склад (станом на 2002 рік):
- росіяни — 100 %